# Markelsheim
Markelsheim ist ein im Taubertal gelegener Weinort. Er ist mit über 2000 Einwohnern der größte Stadtteil der Großen Kreisstadt Bad Mergentheim.

## Geographie
Markelsheim liegt an der Tauber an der Einmündung des Lochbachs und ist Teil Tauberfrankens. Der Großteil des Ortes befindet sich auf der linken Tauberseite.

## Geschichte

### Mittelalter
Der Ort wurde im Jahr 1054 erstmals urkundlich erwähnt, als Kaiser Heinrich III. den Ort Marcholfsheim mit den zugehörigen Wohnplätzen dem Emehard aus dem Haus der Grafen von Comburg-Rothenburg und späteren Bischof von Würzburg übertrug. Ab 1088 gehörte Markelsheim zum Bistum Würzburg. Vorübergehend war die Ortschaft Lehenssitz derer von Hohenlohe-Brauneck, dann im Besitz der Grafen von Schwarzenburg. Diese mussten 1411 den Ort wegen Kriegsschulden dem Deutschen Orden verkaufen. Markelsheim gehörte in dieser Zeit zum Amt Neuhaus im Meistertum Mergentheim.

### Neuzeit

#### Hexenprozesse im 17. Jahrhundert
Aus den Hexenverfolgungen in Markelsheim von 1617 bis 1638 sind bisher 91 Opfer namentlich bekannt. 81 überlebten die Hexenprozesse nicht. Am 8. Mai 1628 wurde Johann Bernhardt, der neunjährige Sohn des Bürgermeisters Bernhardt Reichhardt, hingerichtet.

#### Markelsheim seit dem 19. Jahrhundert
1809 kam Markelsheim zum Königreich Württemberg und wurde dem Oberamt Mergentheim zugeordnet. Seit 1938 gehörte Markelsheim zum Landkreis Mergentheim. Am 1. Januar 1972 wurde das damals 1.590 Einwohner zählende Markelsheim gemeinsam mit Apfelbach, Althausen, Löffelstelzen und Neunkirchen in die Stadt Bad Mergentheim eingegliedert. Als am 1. Januar 1973 im Rahmen der baden-württembergischen Kreisreform der Landkreis Mergentheim aufgelöst wurde, gehörte Markelsheim in der Folge zum neu gebildeten Tauberkreis, der am 1. Januar 1974 seinen heutigen Namen Main-Tauber-Kreis erhielt.

### Wappen
Die Blasonierung des Wappens lautet: In halb gespaltenem und geteiltem Schild oben vorne in Silber ein durchgehendes schwarzes Kreuz, hinten von Silber und Rot geteilt, auf der Teilung zwei blaue Eisenhütlein, unten in Gold über grünem Dreiberg die schwarzen Großbuchstaben M und A, begleitet von drei kleinen schwarzen Kreuzen.

## Bevölkerung

### Religionen

#### Christentum
Das überwiegend katholisch geprägte Markelsheim wurde nach dem Übergang nach Württemberg in das neu gegründete Bistum Rottenburg (heute Bistum Rottenburg-Stuttgart) eingegliedert. Die Gottesdienste der katholischen Kirchengemeinde St. Kilian, welche zum Dekanat Mergentheim gehört, finden überwiegend in der Kilianskirche von 1959 statt. Außerdem existiert noch die Bergkirche St. Margareta am Engelsberg.
Die heutige Pfarrkirche verfügte am Standort des Friedhofs bereits über mindestens drei Vorgängerkirchen. Die erste nachgewiesene Kirche war im romanischen Stil erbaut und wurde durch eine Kirche ersetzt, die bereits 1615 für baufällig erklärt wurde. Ein Kirchenneubau zog sich bis 1668 hin. Diese Kirche wurde im 20. Jahrhundert für die stetig wachsende Gemeinde zu klein, weshalb man sich für einen erneuten Kirchenneubau entschied. Diese Kirche wurde bis 1959 von Philipp Olkus an einem neuen Standort errichtet. Sie enthält unter anderem den Taufstein von 1583. Vermutlich ab dem 13. Jahrhundert existierte in Markelsheim ein Beghinen-Kloster auf dem Engelsberg. Die erste urkundliche Erwähnung war 1267. Das Kloster kümmerte sich vor allem um die Pflege von Kindern, Kranken und Armen im Ort. Es ging nach einer Stürmung im Bauernkrieg unter.
Die Evangelische Kirchengemeinde Markelsheim, welche erst im Jahr 2001 gegründet wurde, gehört zum Kirchenbezirk Weikersheim. Sie ist Teil der Evangelischen Verbundkirchengemeinde Schäftersheim-Elpersheim-Markelsheim-Nassau und wird vom Pfarramt Schäftersheim betreut. Eine eigene Kirche ist nicht vorhanden. Die Gottesdienste finden etwa zwei Mal im Monat im Evangelischen Gemeindehaus statt.

#### Jüdische Gemeinde Markelsheim
In Markelsheim bestand eine jüdische Gemeinde ab dem 16./17. Jahrhundert bis um 1938.

## Wirtschaft und Infrastruktur

### Industrie
Seit 1935 fertigt die Franz Heissler GmbH in Markelsheim Orgeln.

### Verkehr
Markelsheim ist über die Bundesstraßen 290 sowie 19 zu erreichen, welche jeweils in ca. 2 km Entfernung an der Ortschaft vorbeiführen. Markelsheim liegt außerdem direkt an der touristisch bedeutenden Romantischen Straße.
Am nördlichen Ortsrand befindet sich der Bahnhof Markelsheim der Deutschen Bahn, welche von den Zügen auf der Bahnstrecke Crailsheim–Königshofen bedient wird. Verschiedene Buslinien der Verkehrsgemeinschaft Main-Tauber sowie der Bad Mergentheimer Stadtbus fahren Markelsheim an.

### Weinbau
Markelsheim ist stark vom Weinbau geprägt, der dort nachweislich schon seit dem Jahr 1096 betrieben wird. Die typischen Rebsorten sind Silvaner und Müller-Thurgau. Die Markelsheimer Weine erhalten ihren besonderen Geschmack durch den Muschelkalkboden, welcher im Taubertal typisch ist. Bei dem Tauberschwarz handelt es sich um eine weitere typische Rebsorte, die nur im Taubertal ausgebaut wird. Der größte Teil der Weingärtner ist in der ortsansässigen Genossenschaft „Markelsheimer Weingärtner eG“ organisiert.

### Bildung
In Markelsheim befindet sich ein Kindergarten der dortigen katholischen Kirchengemeinde sowie eine Grundschule. Weiterführende Bildungseinrichtungen sind nicht vorhanden.

## Kultur und Sehenswürdigkeiten

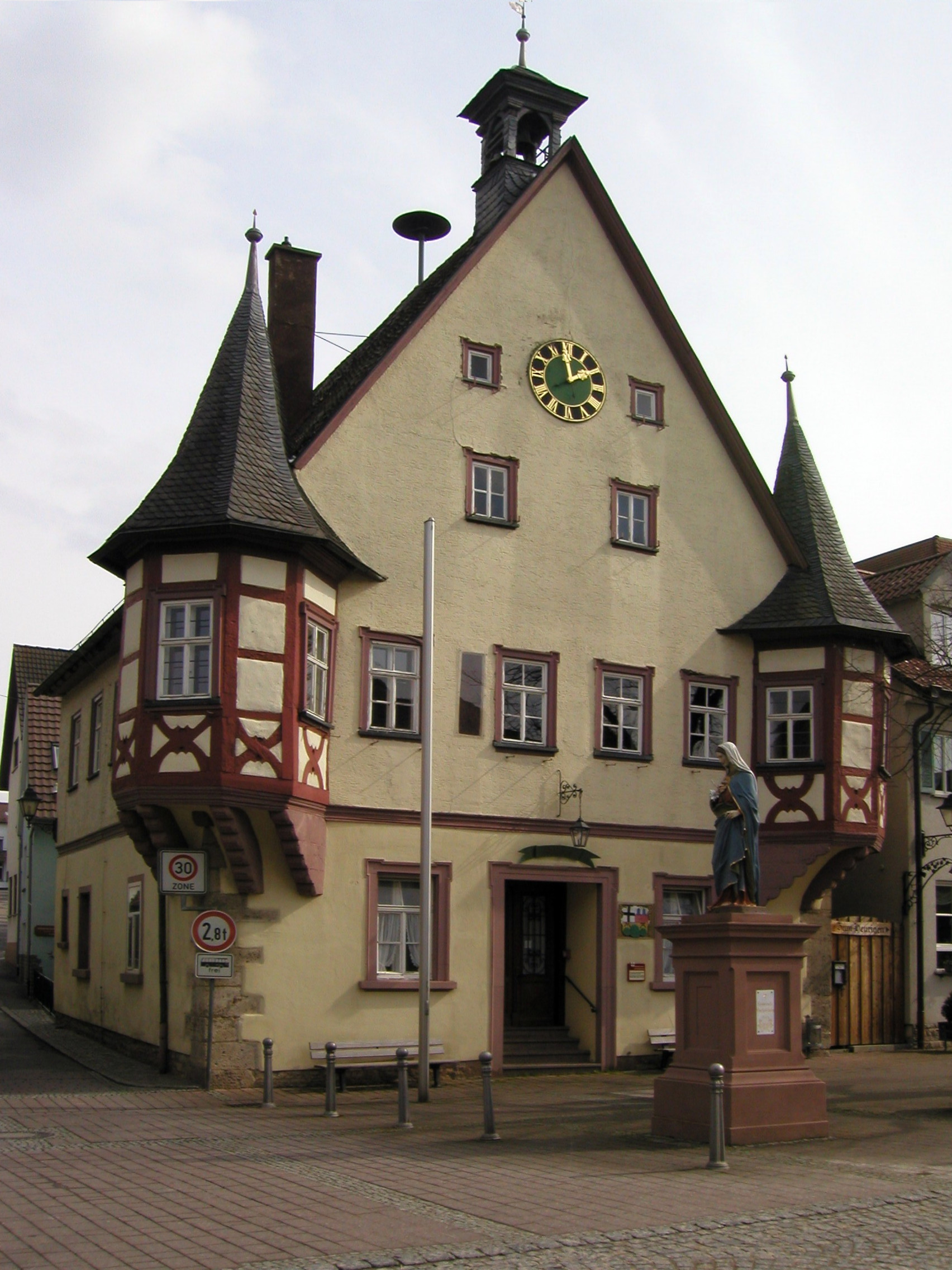
Das historische Rathaus am Marktplatz in Markelsheim

### Tourismus
Der Tourismus ist für die Ortschaft ein wichtiger Wirtschaftsfaktor. Seit 1988 darf sich Markelsheim offiziell als „Staatlich anerkannter Ferien- und Erholungsort“ bezeichnen. Der Ort verfügt über ca. 400 Gästebetten.
Dem Besucher wird ein gut ausgebautes Netz an Wanderwegen (unter anderem auch der Weinlehrpfad) geboten. Ein guter Ausgangspunkt bietet Markelsheim Radfahrern, da der bekannte Radweg „Liebliches Taubertal“ direkt durch den Weinort führt. Der Panoramaweg Taubertal und der etwa 180 km lange Jakobsweg Main-Taubertal führen ebenfalls durch den Ort.

### Sport
Markelsheim verfügt über einen gut gepflegten Sportplatz mit Gaststätte, eine moderne Tennisanlage, ein Kegel- und Bowlingcenter, einen Beachvolleyballplatz sowie einen Minigolfpark.

### Bauwerke und Baudenkmäler
- Bergkirche St. Margareta mit Resten einer ehemaligen Beginenklause
- Glockenturm (erbaut von 1490 bis 1494)
- Historisches Rathaus am Marktplatz

### Regelmäßige Veranstaltungen
Über das ganze Jahr hinweg finden regelmäßig Feste und Feierlichkeiten statt. Die wichtigsten Veranstaltungen sind:
- Genießernacht
- Weinfest